# Awaruite
L'awaruite est un corps minéral naturel de la catégorie des éléments natifs, un alliage cristallin de nickel et de fer à réseau de Bravais de symétrie cubique, décrit par la formule chimique approchée Ni~2,5Fe parfois simplifiée par Ni3Fe ou Ni2Fe suivant la composition de l'échantillon.

## Historique de la description et de l'appellation
L'espèce minérale a été décrite en 1885 après la description de petites pépites trouvées dans les sables à la fois stannifères et aurifères de la Gorge River, près de la baie d'Awarua dans l'Île du Sud de Nouvelle Zélande, lieu qui représente aujourd'hui son géotype tout en ayant permis sa dénomination minéralogique,.
Il existe un synonyme américain, la josephinite car les pépites de ce minéral métallique apparaissaient régulièrement dans les placers fluviaux du canyon Joséphine ou les installations de traitement hydraulique de la Josephine creek, au Josephine County, Oregon car il provient des parties serpentinisées de la péridotite du district de Joséphine. Dans ce cas particulier, l'awaruite enrobe et protège exceptionnellement des grenats à base d'andradite. Elle peut aussi enrobée du fer natif, des alliages de fer nickelé, parfois plus complexe comme l'orégonite Ni2FeAs2 (légèrement rosâtre en microscopie de microtome), de la goethite (sombre ou gris-noir) ou divers silicates. 
La bobrovskite ou la souesite sont deux autres termes synonymes. Il existe enfin une variété à forte teneur en iridium, l'awaruite irridiée.

## Propriétés physiques et chimiques
Malléable et flexible, l'awaruite résiste à la corrosion. 

### Cristallographie et cristallochimie
L'awaruite possède un système cristallin cubique.
Il fait partie du groupe du fer-nickel, contenant en particulier le fer natif et le nickel natif.
La réflectance de l'awaruite est très légèrement inférieure à 65 %. 
Les propriétés optiques sont similaires à celles du nickel natif, à la tetrataénite, à la jedwabite.

## Analyse
L'alliage naturel, sous forme de grain ou de pépite, contient de 70 % à 75 % de nickel et 30 % à 25 % de fer.
Les impuretés les plus fréquentes contiennent les éléments cobalt, cuivre, iridium, soufre, silice et phosphore.

## Gîtologie
Cette espèce minérale peut être découverte sous forme de pépites ou petits grains dans les alluvions de rivières, provenant de la dégradation de serpentinites, de péridotites et d'ophiolites. Elle est communément associée à l'or natif et à la magnétite, mais aussi au cuivre natif et minerais d'étain, à l'heazlewoodite, à la pentlandite, à la violarite, à la chromite, et à la millérite essentiellement issus des péridotites.
Dans la serpentinite de Oko, au Japon, l'awaruite et l'heazlewoodite peuvent être englobées dans une phase majoritaire de magnétite, avec d'autres silicates.
Elle se retrouve en quantité encore plus infime dans les météorites, associée au fer natif ou la kamacite, à l'allabogdanite (Fe,Ni)2P, à la schreibersite et au graphite.

### Gisements ou gîtes relativement abondants ou caractéristiques
- Australie

Coolac, Nouvelle Galles du sud
rivière Heazlewood, Tasmanie
Mine de Lord Brassey, Heazlewood, Tasmanie
- Canada

district minier de Lillooet, Rivière Fraser, Colombie Britannique
Dans le Canyon Holle, près de la rivière Pelly, à Pelly River, Territoire du Yukon
- États-Unis

Mine du puits Line ou  Line Pit mine, comté Cecil, Maryland
South Fork, Smith River, Comté du Nord, Californie
Comté Joséphine et comté Jackson, Orégon
- Italie

rivière Elvo, en Piémont.
- Japon

serpentinites de Oko, nord-est de la préfecture Kochi ou Koti, Shikoku
- Nouvelle-Zélande

Dans les collines rouges Red Hills et la rivière Gorge qui draine les produits d'érosion, galets et pépites, vers la baie d'Awarua, géotype de l'île du sud, Westland
Jerry River, Sud du Westland, Île du sud.
- Norvège

Galets venus des roches ultramafiques au voisinage du Lac Feragen, Municipalité de Røros, Sør-Trøndelag.
- Pakistan

Complexe géologique de Sakhakot-Qila, Malakand Agency (Awaruite irridiée)
- Roumanie

Vadu Dobrii, Montagne Poiana Ruscǎ
- Russie

Rivière Bobrovka, Nizhni Tagil, Monts Oural
- Suisse

Poschiavo, Bergell

## Usages
Il s'agit d'un minéral de collection. Il est toutefois utilisé dans l'instrumentation (ustensile) en cuisine, pour sa qualité de métal résistant à la corrosion. Un révêtement d'awaruite peut protéger le fer de la rouille.